# Gál Sándor (festő)
Gál Sándor (Hódmezővásárhely, 1898. június 23. – Kunszentmiklós, 1979. augusztus 18.) magyar festő, grafikus.

## Élete
Szülei Gál Károly református tanító és Borsos Terézia voltak. 1918 és 1921 között a Magyar Képzőművészeti Főiskola tanulója volt 1921-től 1923-ig a Magyar Iparművészeti Főiskolára járt. A festészeti, rajztanári diploma megszerzése után ötvös- és kerámiatanulmányokat folytatott. 1924 és 1927 között Csongrádon, 1927 és 1948 között Kunszentmiklóson, a Baksay Sándor Református Gimnáziumban működött rajztanárként és szakkörvezetőként. 1955-től 1961-ig Bács-Kiskun megyei rajzszakfelügyelő volt.
Rajztanárként, szakkörvezetőként – fotózást is tanított – mindig a legszélesebb technikai adottságokkal és gazdag anyagválasztékkal ismertette meg a növendékeit, de tanította a festészeti és grafikai technikákat, valamint a zománcozás vagy a kerámiakészítés különféle eljárásait is. Rajzszertárában - az oktatást segítendő - jelentős felső-kiskunsági népművészeti gyűjteményt hozott létre, amely elpusztult a második világháborúban. Tanítványai közül (pl. Diószegi Balázs Munkácsy Mihály-díjas festőművész) többen választották hivatásul a művészetet. Gál Sándor festészetét - a gazdag anyagkísérletek mellett - élményvilágának és feldolgozott motívumainak az alföldi festészettel, a vásárhelyi iskolával való rokonsága határozzák meg - bizonyos fokú konstruktivitás, a képépítés egyes elemeinek konstruktív használata már az egyéni vonásokat, művészete sajátos karakterét jelzik. A rajztanítás metodikájáról jelentek meg cikkei (Rajztanítás), tárlat- és könyvismertetőket is rendszeresen publikált.

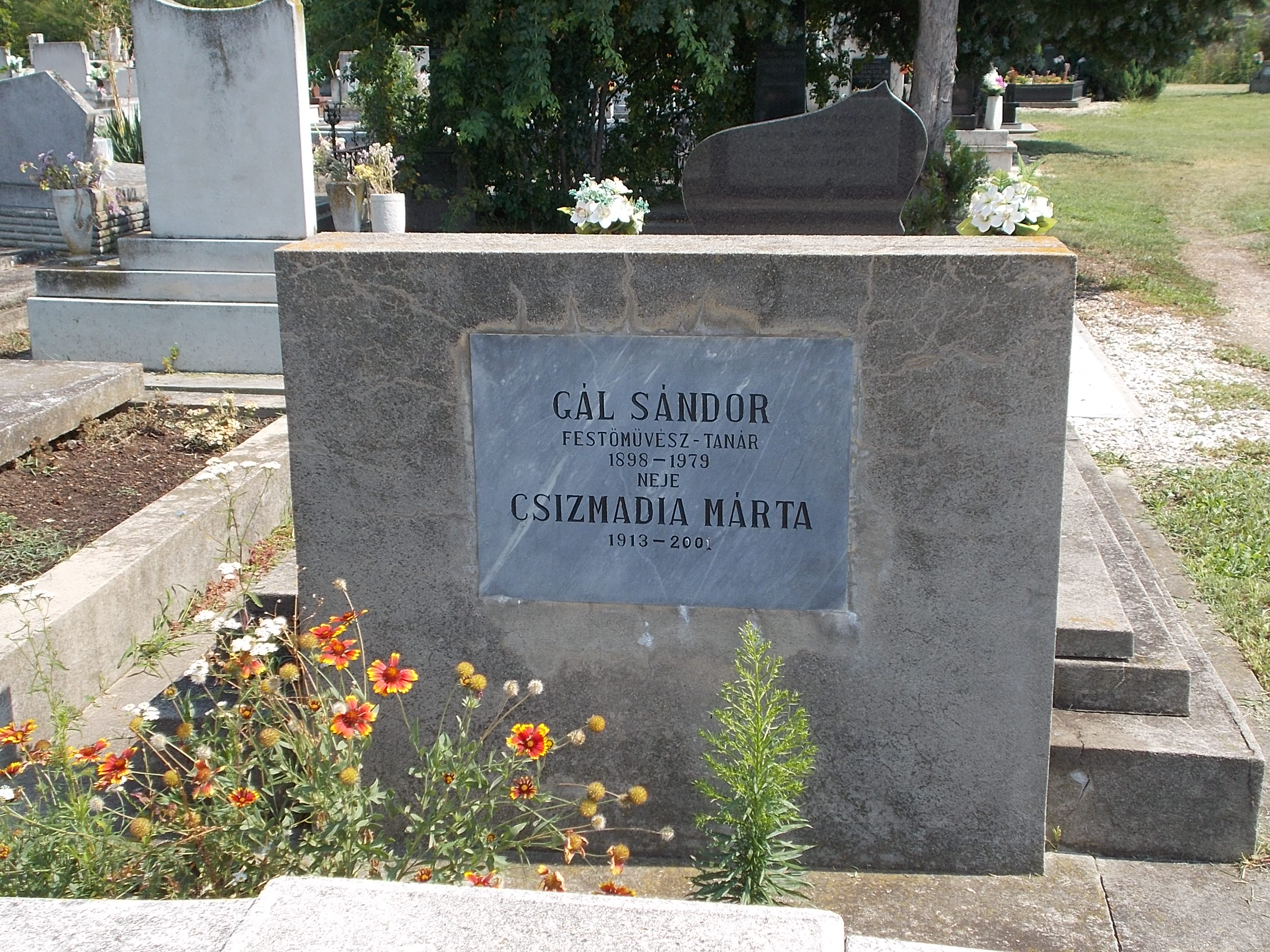
Gál Sándor sírja Kunszentmiklóson

Mesterei voltak Révész Imre, Csók István, valamint Edvi Illés Aladár.

## Díjai, kitüntetései
- 1962: Székely Bertalan-emlékérem
- 1977: Bács-Kiskun megye művészeti díja